# Alfred Edwards
Alfred Ormond Edwards (Llanfair Waterdine, 12 ottobre 1850 – Bridgnorth, 4 aprile 1923) è stato un imprenditore, dirigente sportivo e diplomatico britannico.
Nel 1899 fu uno dei fondatori, insieme a Herbert Kilpin, e primo presidente della società calcistica italiana Milan Foot-Ball and Cricket Club, oggi Associazione Calcio Milan.

## Biografia
Dopo essere stato per circa dieci anni vice console di Sua Maestà Britannica a Milano, fu eletto primo presidente rossonero della storia. Nel gennaio 1900 affiliò il club alla Federazione Italiana del Football e successivamente delegò la conduzione della società calcistica a Edward Nathan Berra.
Nello stesso periodo fu anche presidente della società a capitale inglese che costruì i primi insediamenti turistici nell'Isola d'Ischia. Negli anni trascorsi in Italia strinse amicizia con la famiglia Pirelli e nel 1909 ritornò in Inghilterra dopo il decesso di un fratello.